# Herman van der Hem
Herman van der Hem est un dessinateur hollandais, né à Amsterdam le 21 mai 1619, et mort à Bordeaux le 2 juillet 1649. Il a passé les dix dernières années de sa courte vie dans la région de Bordeaux, où il a réalisé une centaine de dessins qui représente un précieux témoignage ses paysages et monuments au milieu du XVIIe siècle, avant les grandes transformations survenues au XVIIIe siècle.

## Histoire
Issu d’une riche famille de négociants catholiques amstellodamois anoblis en 1618, Herman van der Hem nait le 21 mai 1619 à Amsterdam.
À dix-neuf ans, il quitte son pays natal pour Bordeaux où se trouve déjà une importante colonie hollandaise. Celle-ci avait pris son essor à partir de 1630 grâce à leur expertise dans l’assèchement des marais et le négoce du vin.
Herman reste ses 10 dernières années dans le Bordelais, où il réalise de nombreux dessins, voire de véritables relevés topographiques : relief des rives, villages, villes fortifiées et ruines y sont reproduits avec un soin extrême. Les historiens ne savent pas encore s'il représentait les intérêts commerciaux de sa famille à Bordeaux, ou s'il agissait en espion qui répond à une commande officieuse. De même qu'ils ignorent dans quelles circonstances il trouve la mort à l’âge de trente ans, à Bordeaux, le 2 juillet 1649.

## Œuvre
Sur les 139 dessins de sa main, 80 sont conservés à la Bibliothèque nationale autrichienne. Ces vues font partie d’un ensemble exceptionnel connu sous le nom d’Atlas Blaeu,  compilation de vues et de cartes géographiques voulue à l’origine par Joan Blaeu, cartographe de la Compagnie néerlandaise des Indes orientales.
Ensuite, 56 dessins sont conservés à la Bibliothèque nationale de France, acquis par le cabinet des Estampes en 1895.
Enfin, 3 dessins se trouvent au Musée national de Copenhague, au Danemark.

## Galerie

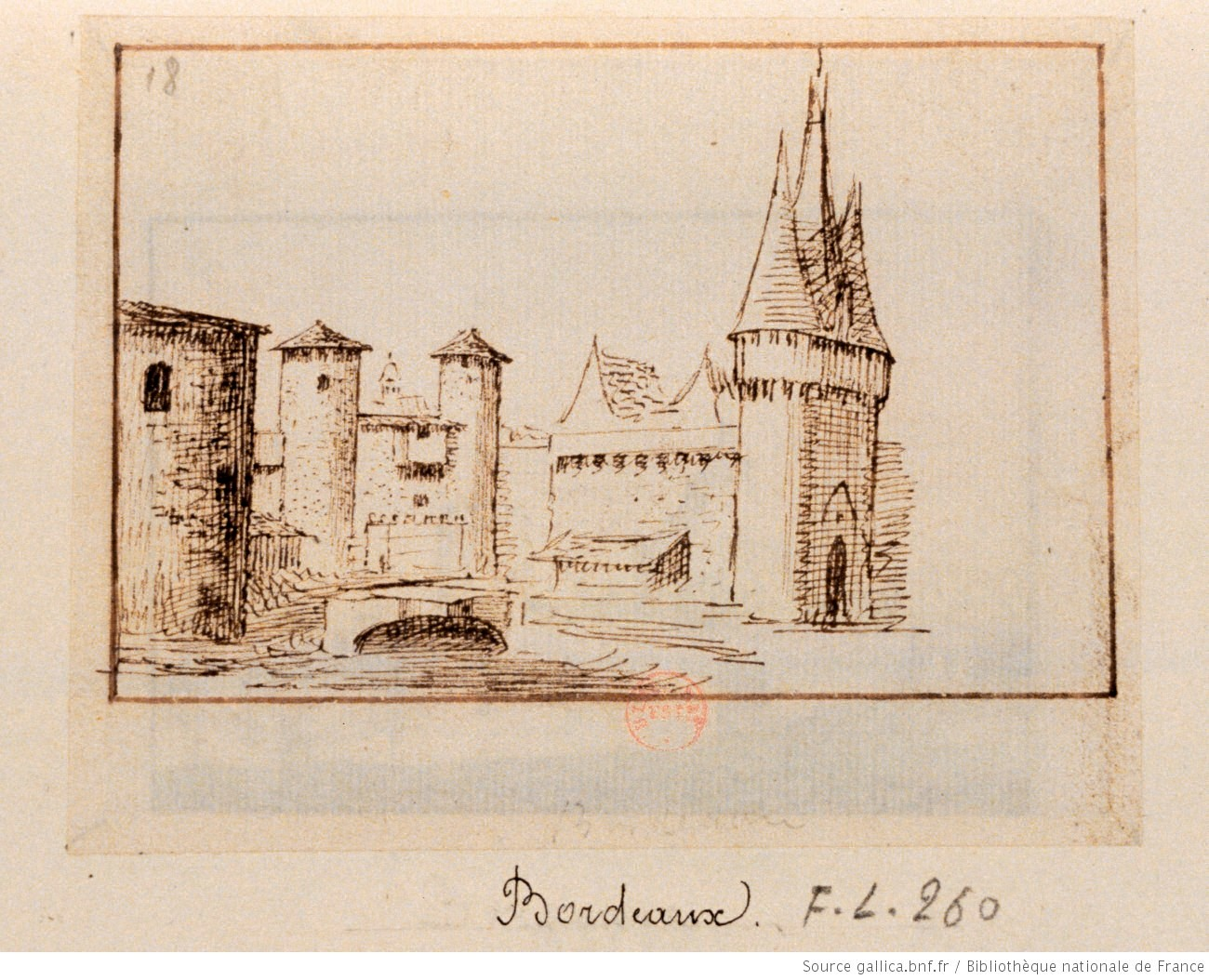
Porte Cailhau à Bordeaux.
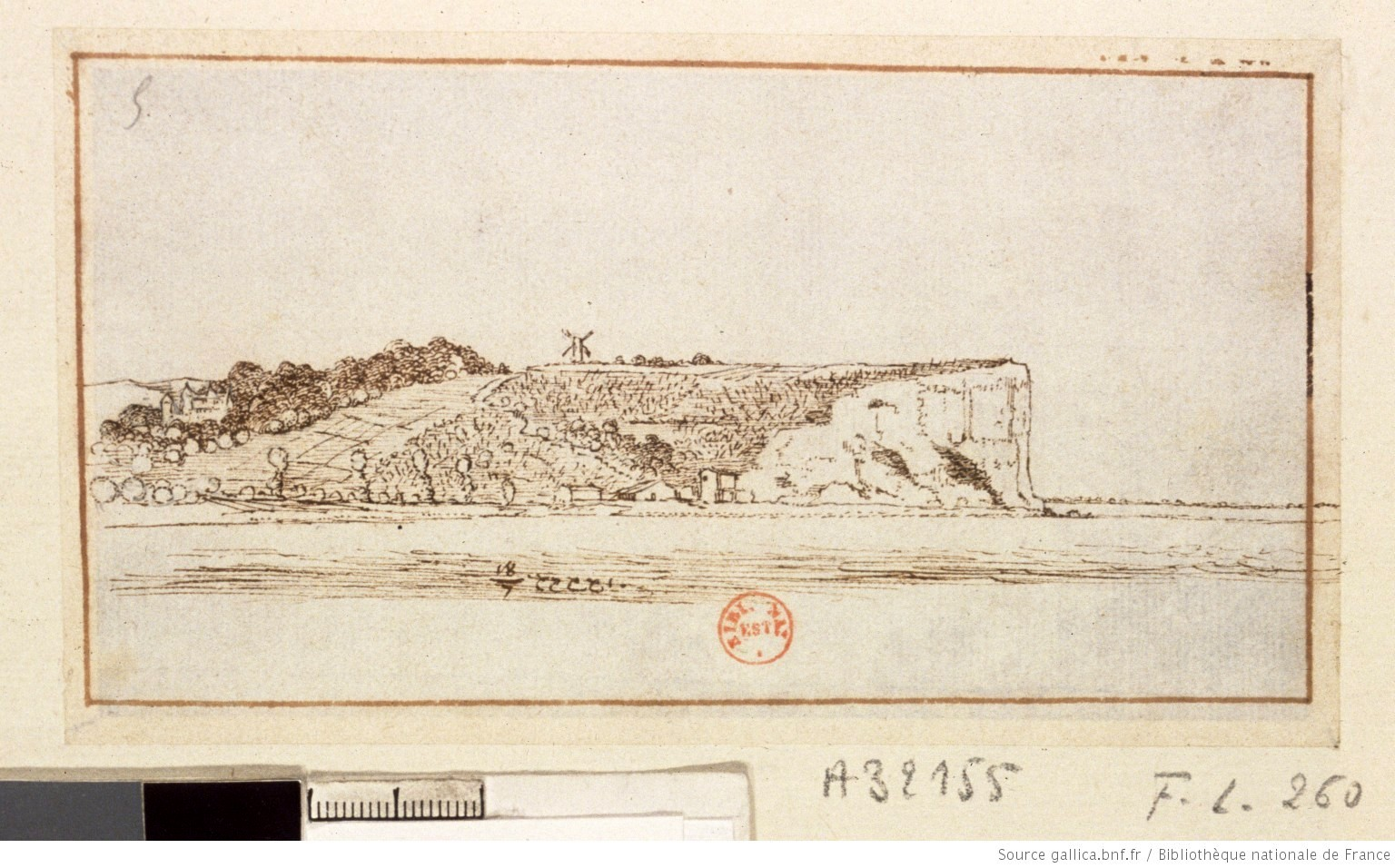
Roque-de-Thau.
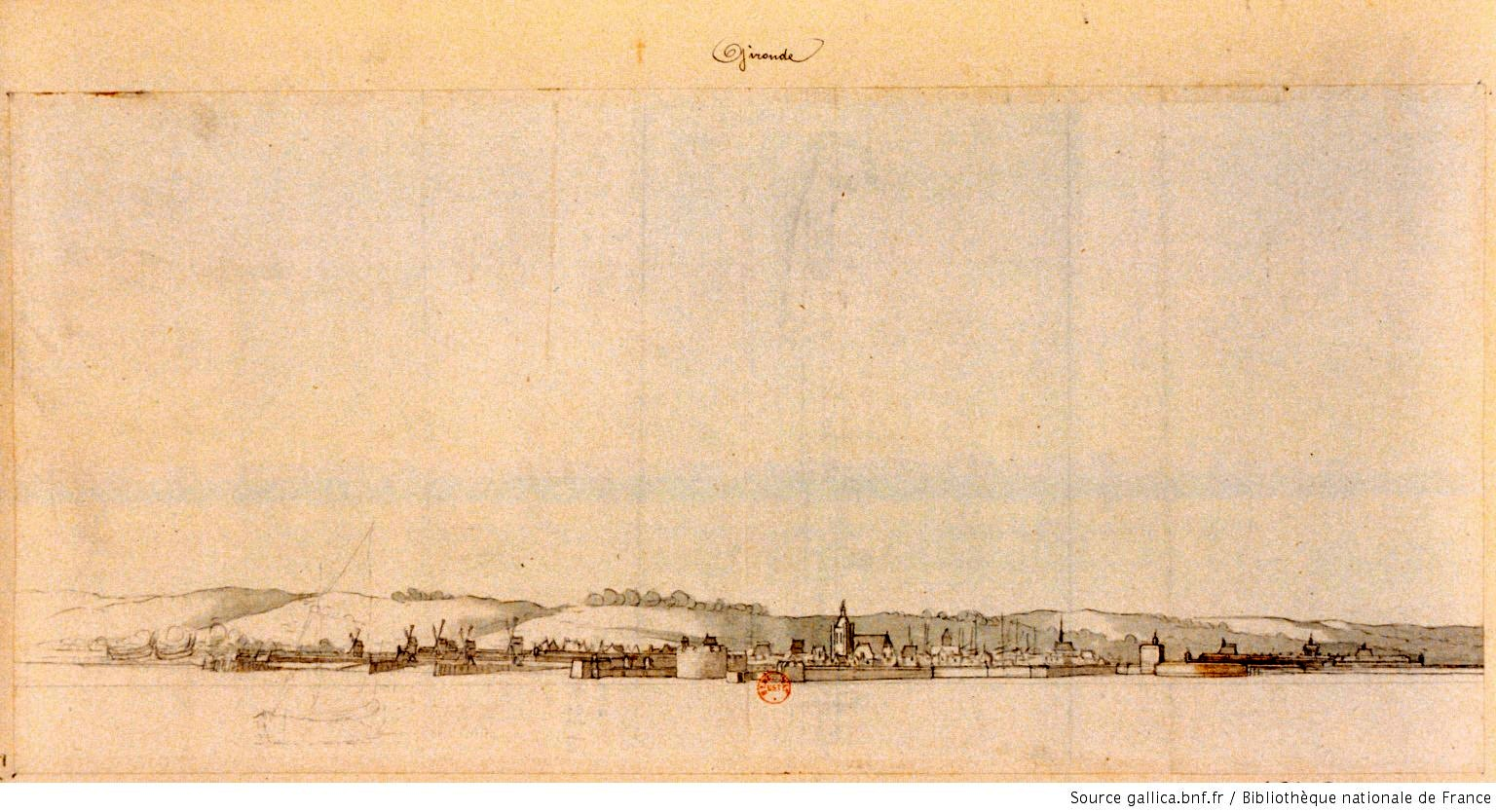
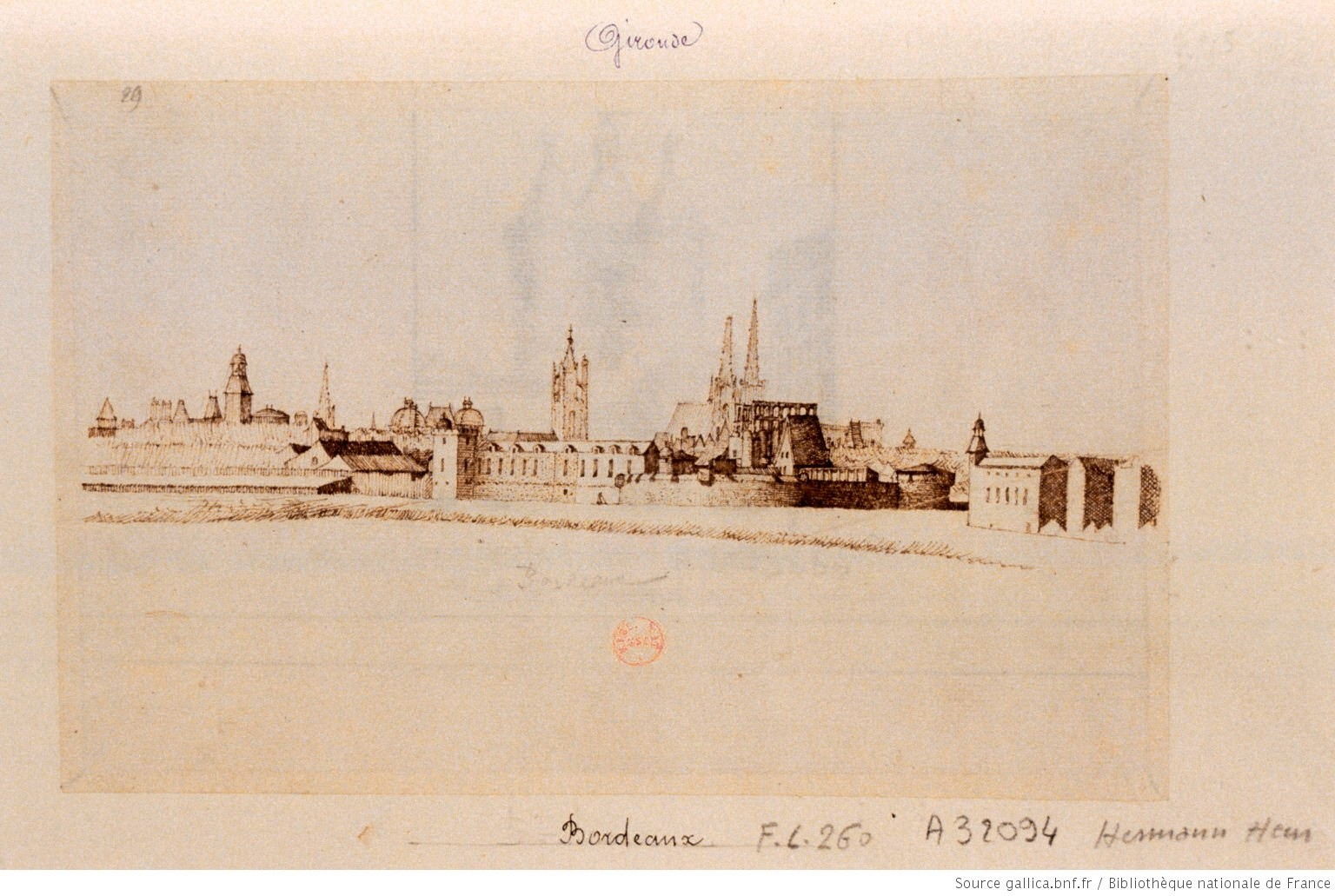
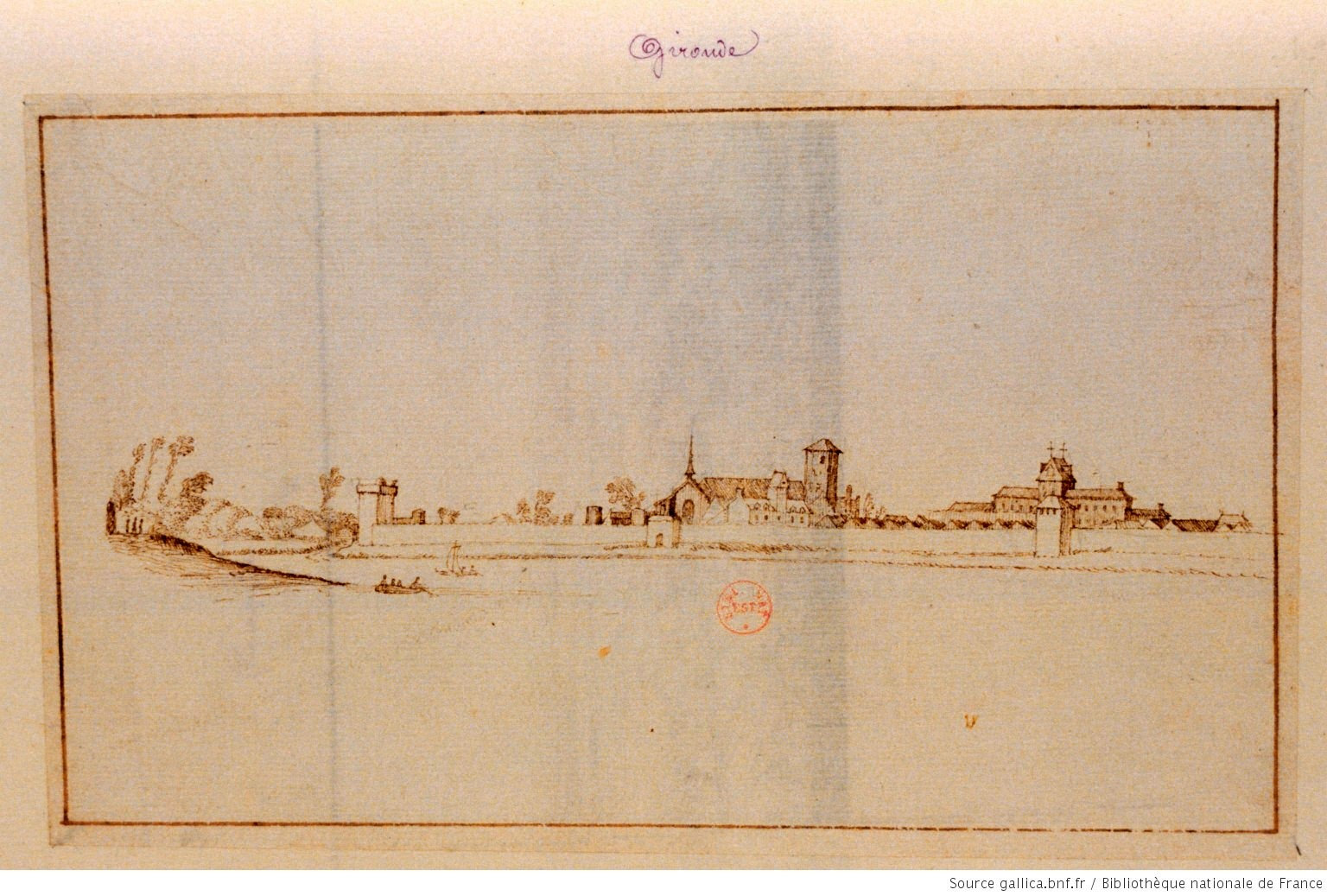
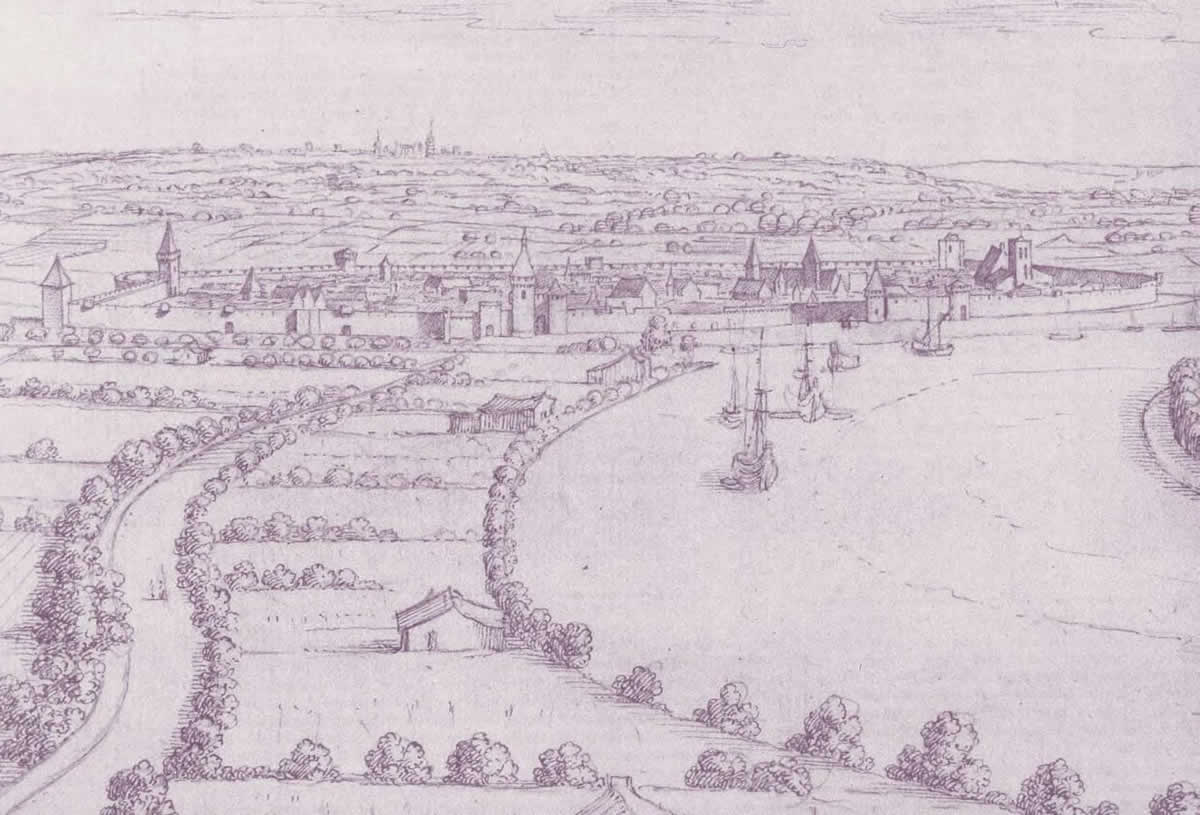
Libourne.
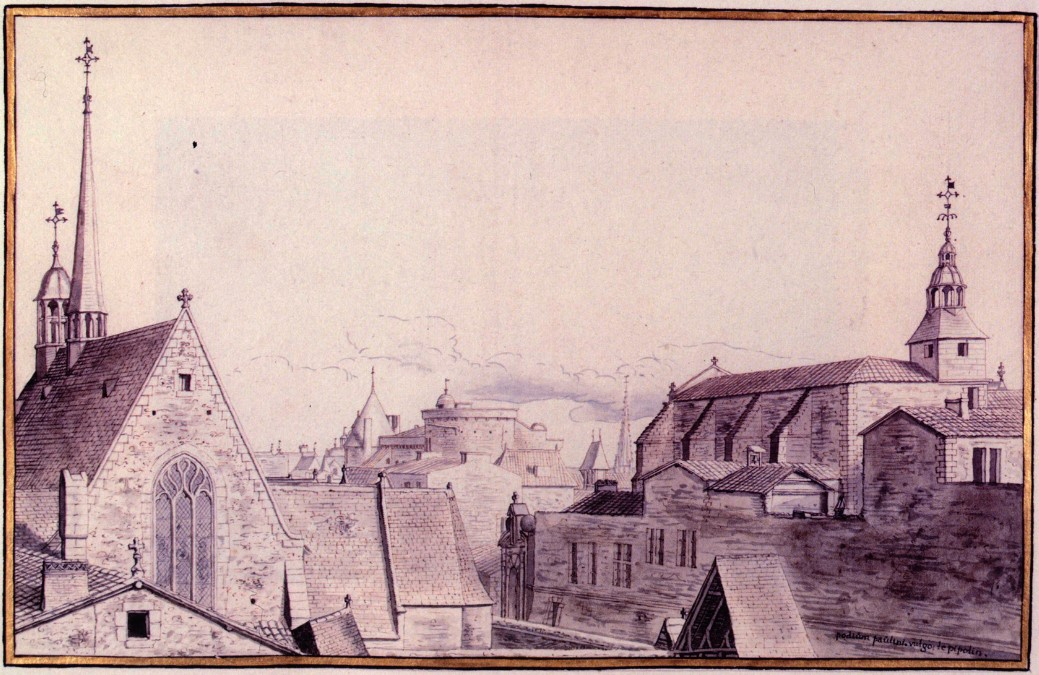
Puy Paulin à Bordeaux.
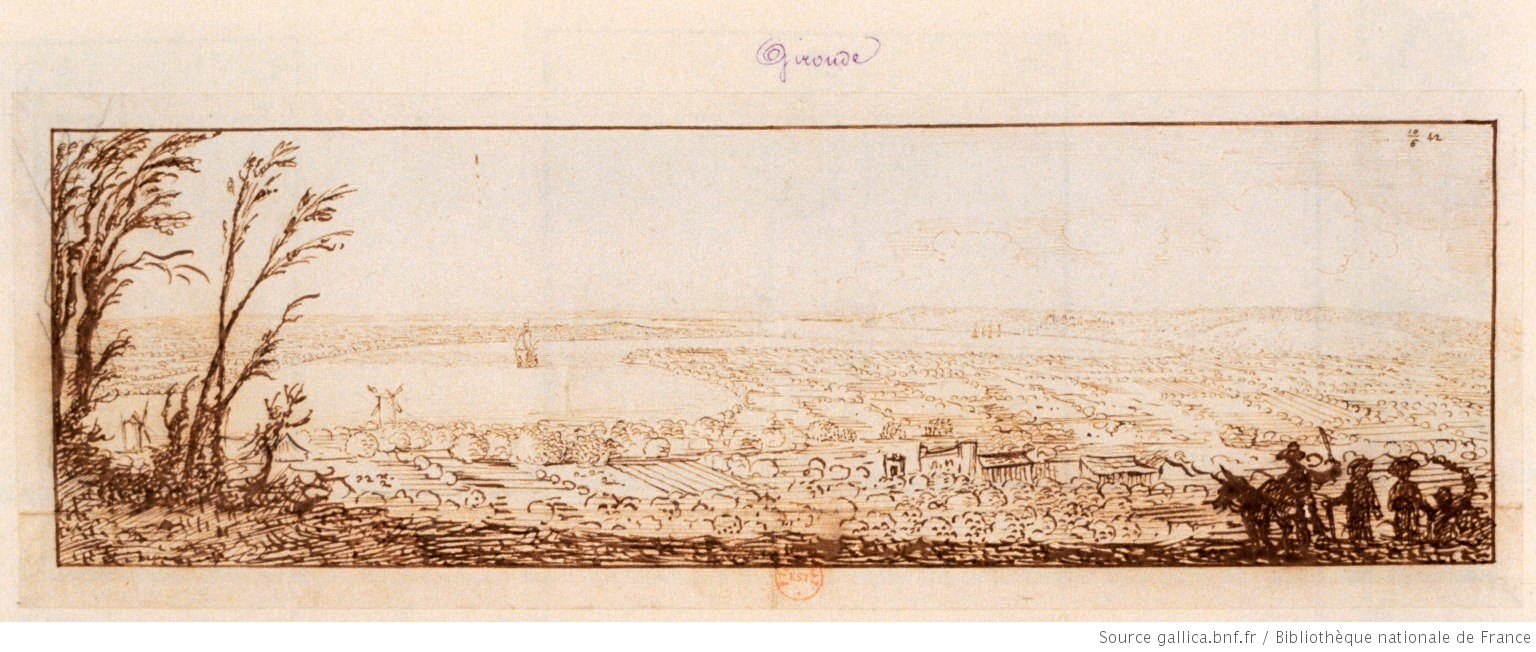
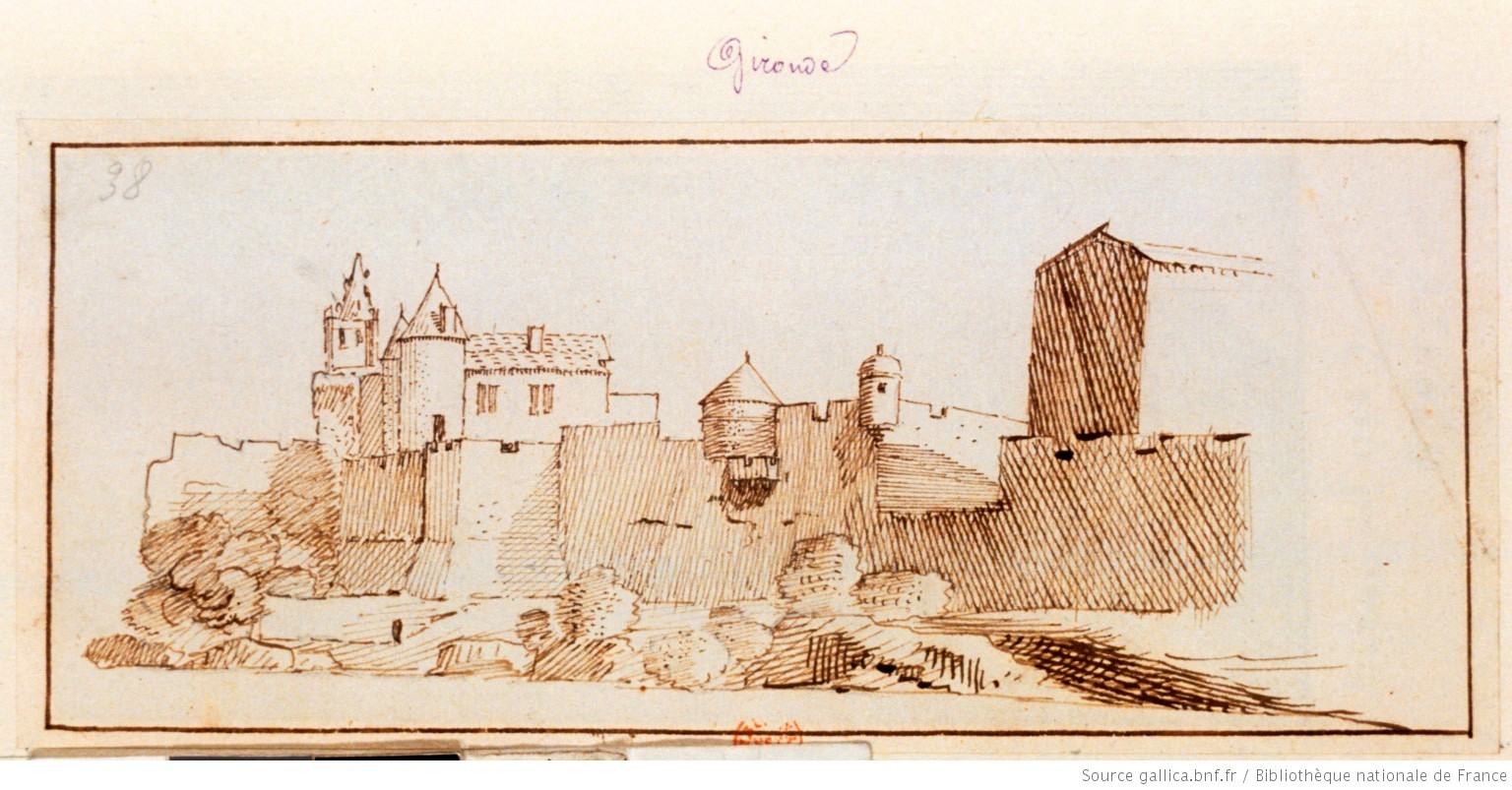
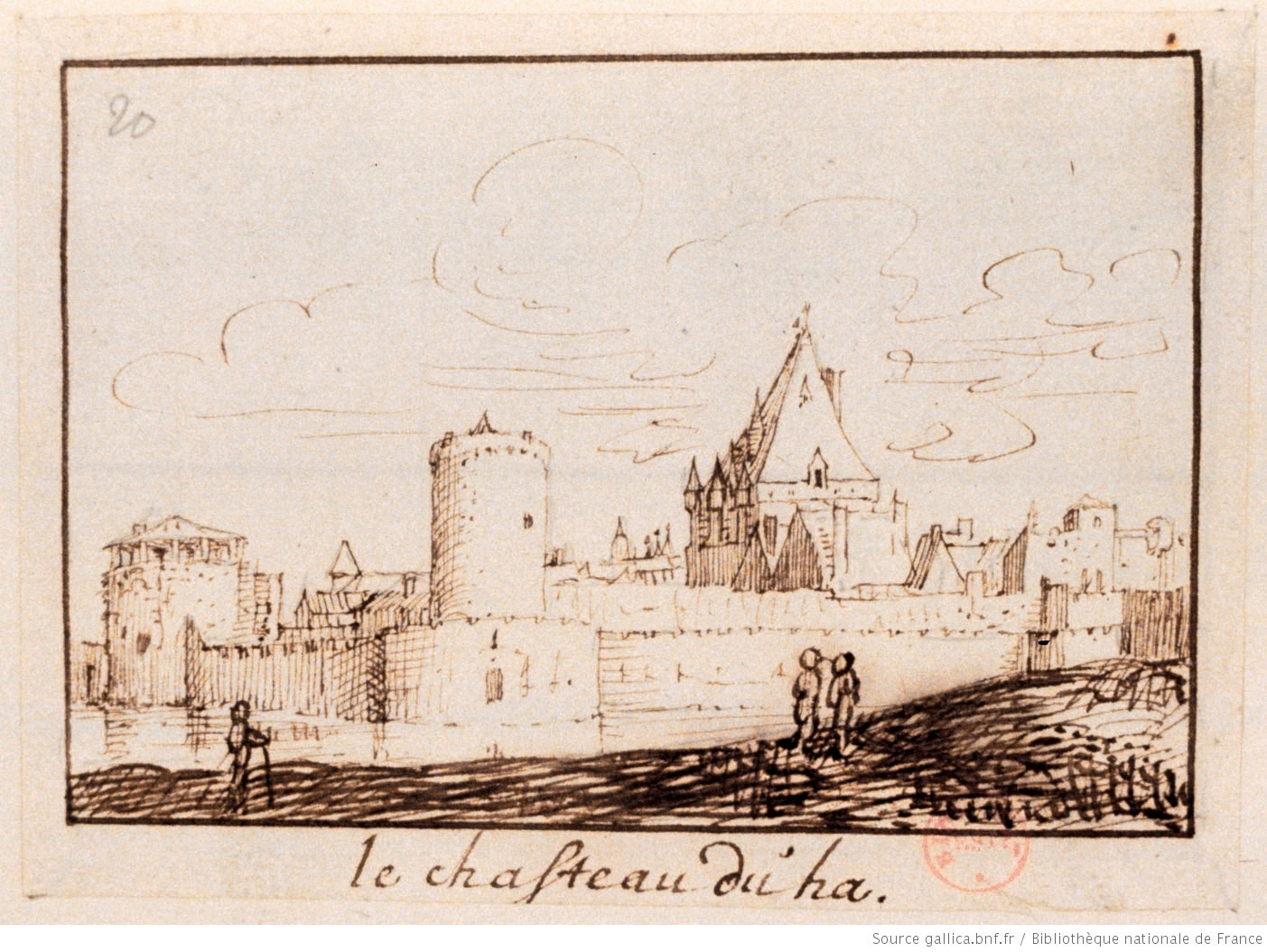
Le Fort du Ha à Bordeaux.
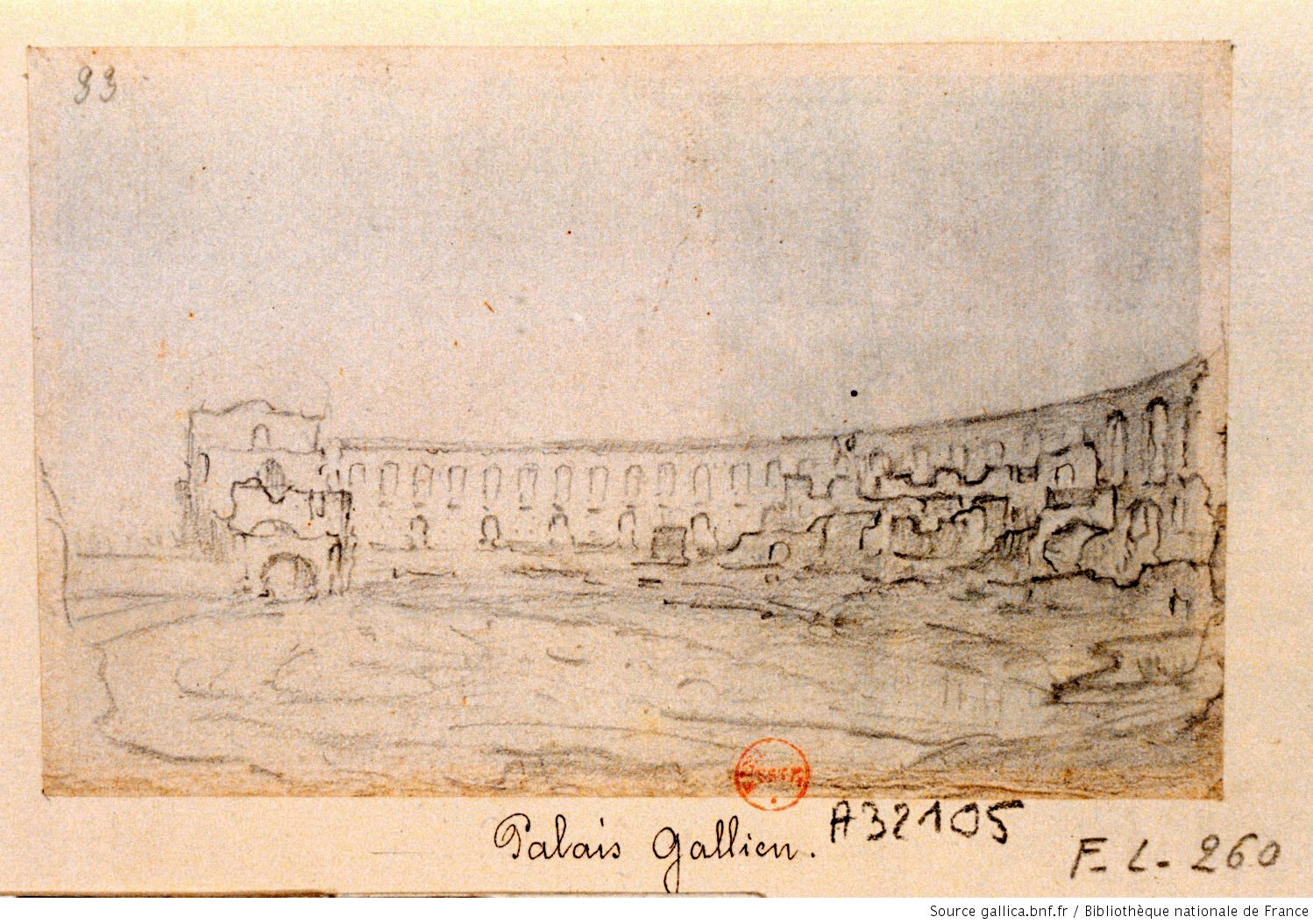
Le Palais Gallien à Bordeaux.
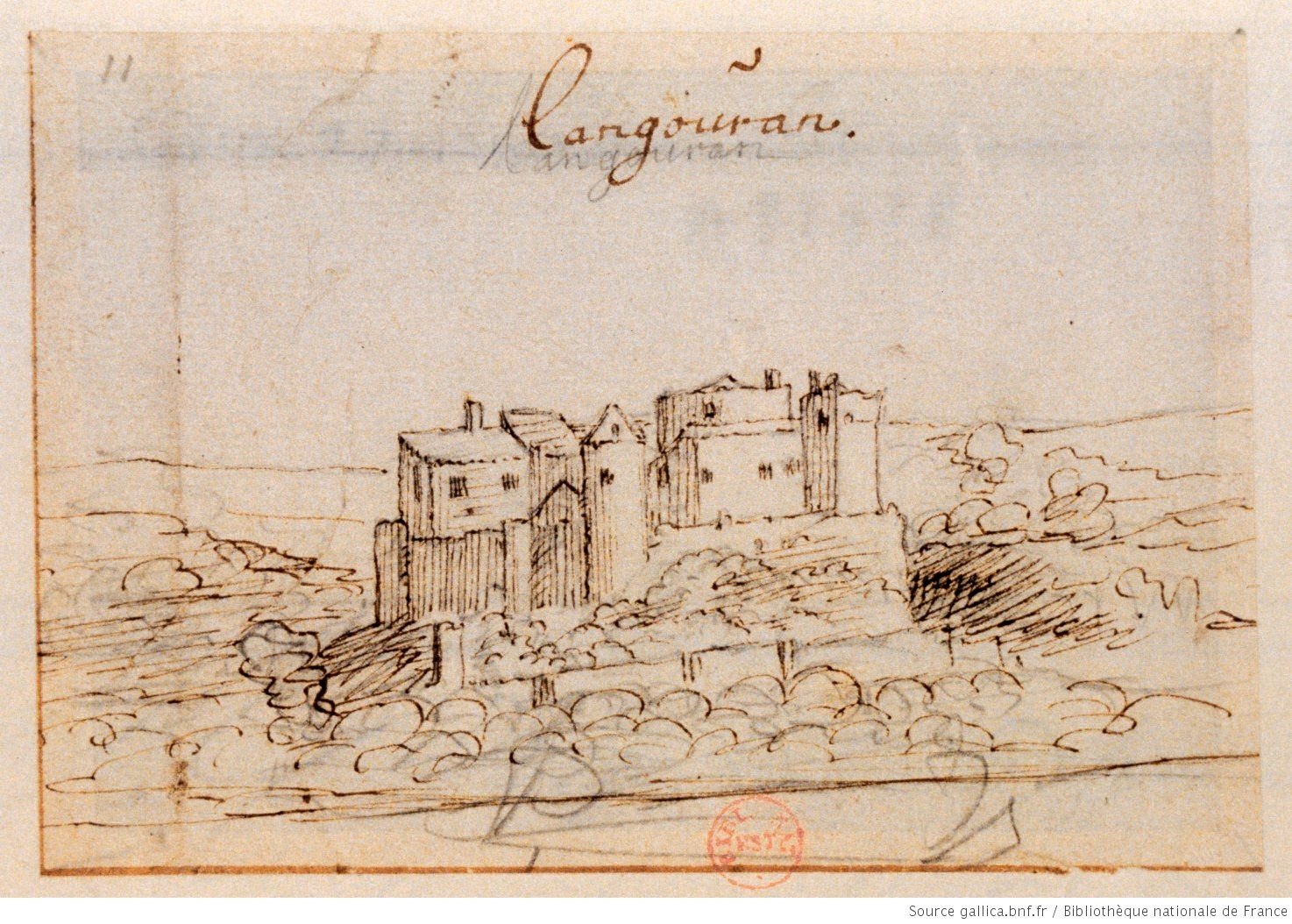
Le château de Langoiran.
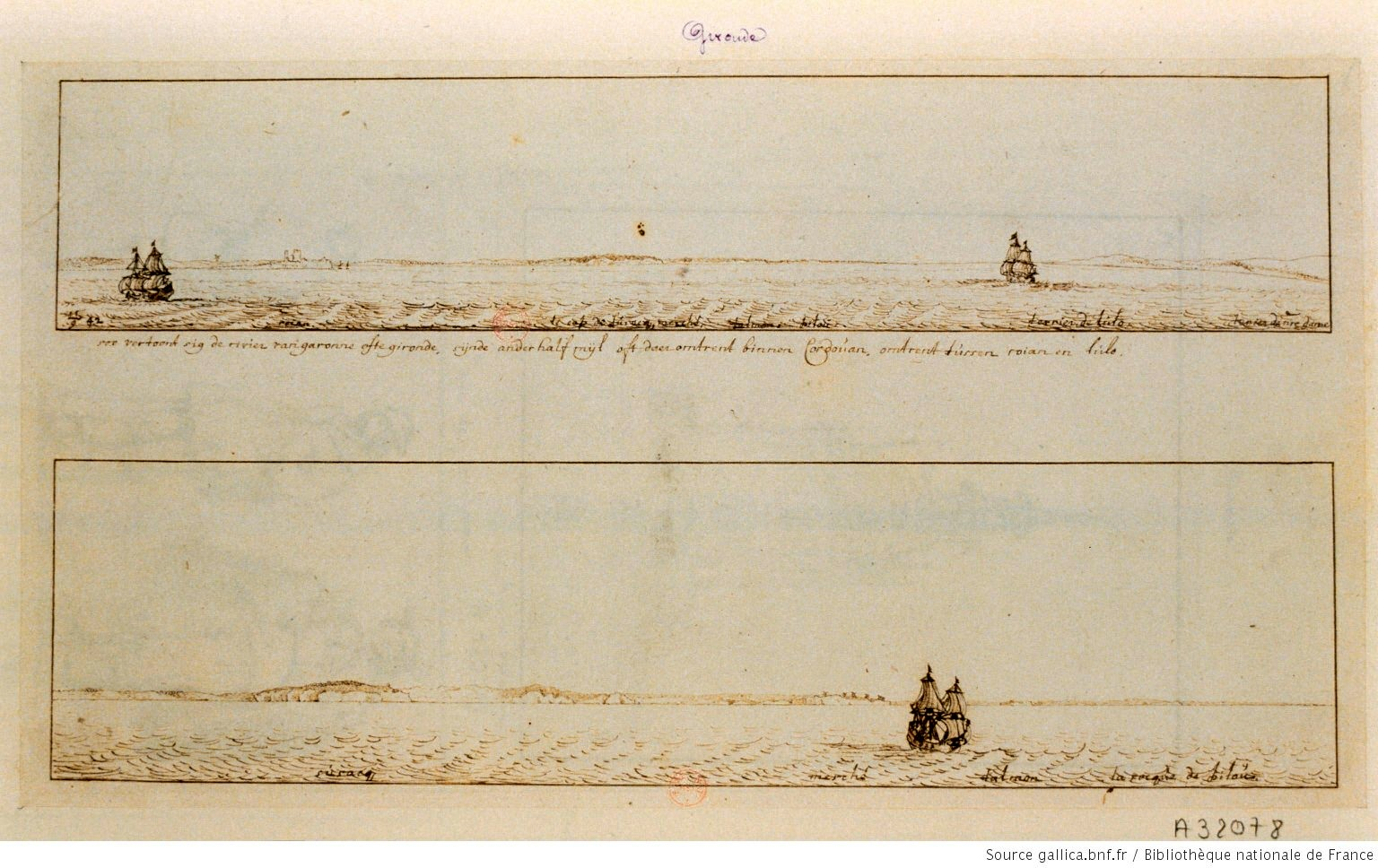
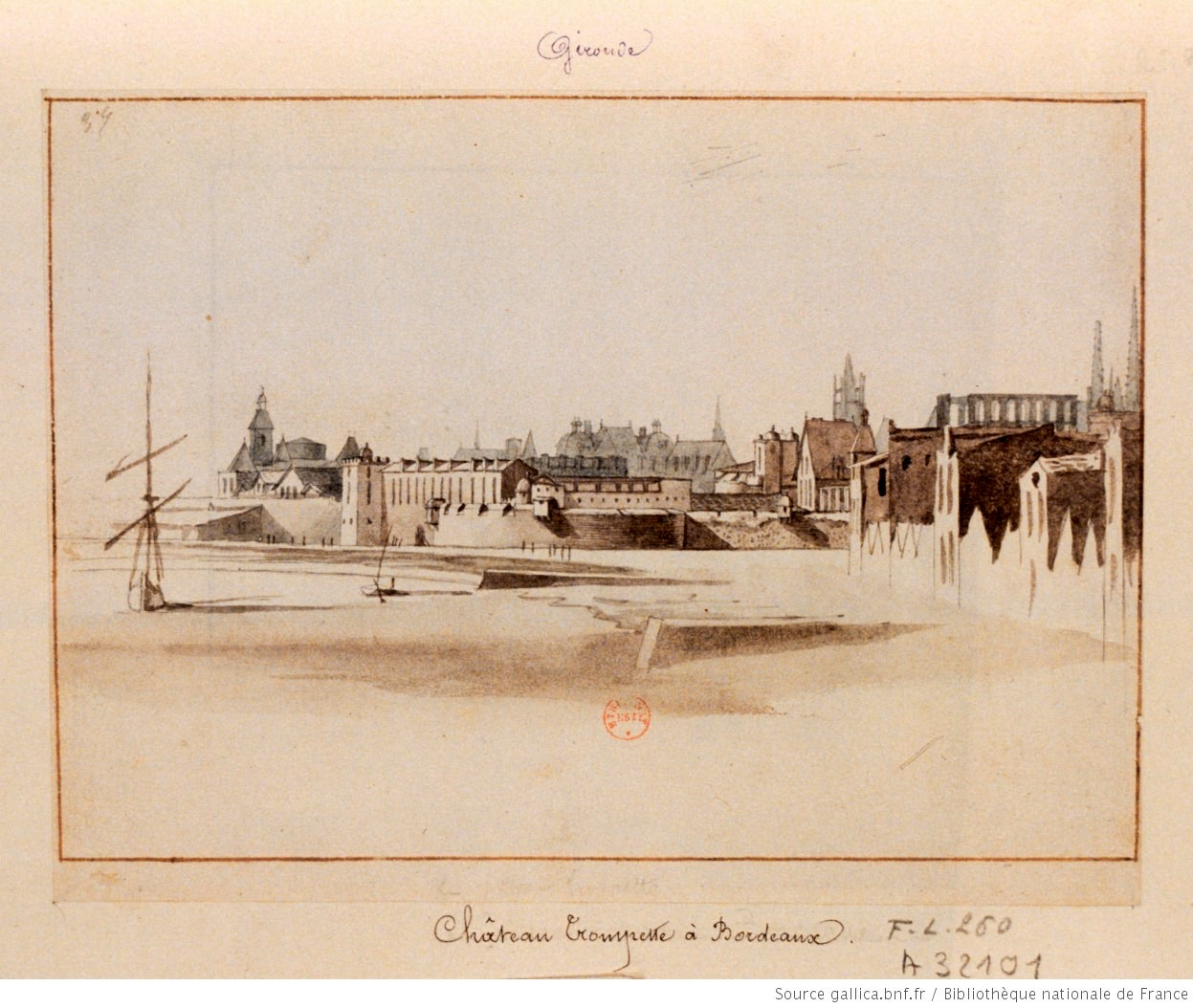
Château Trompette.
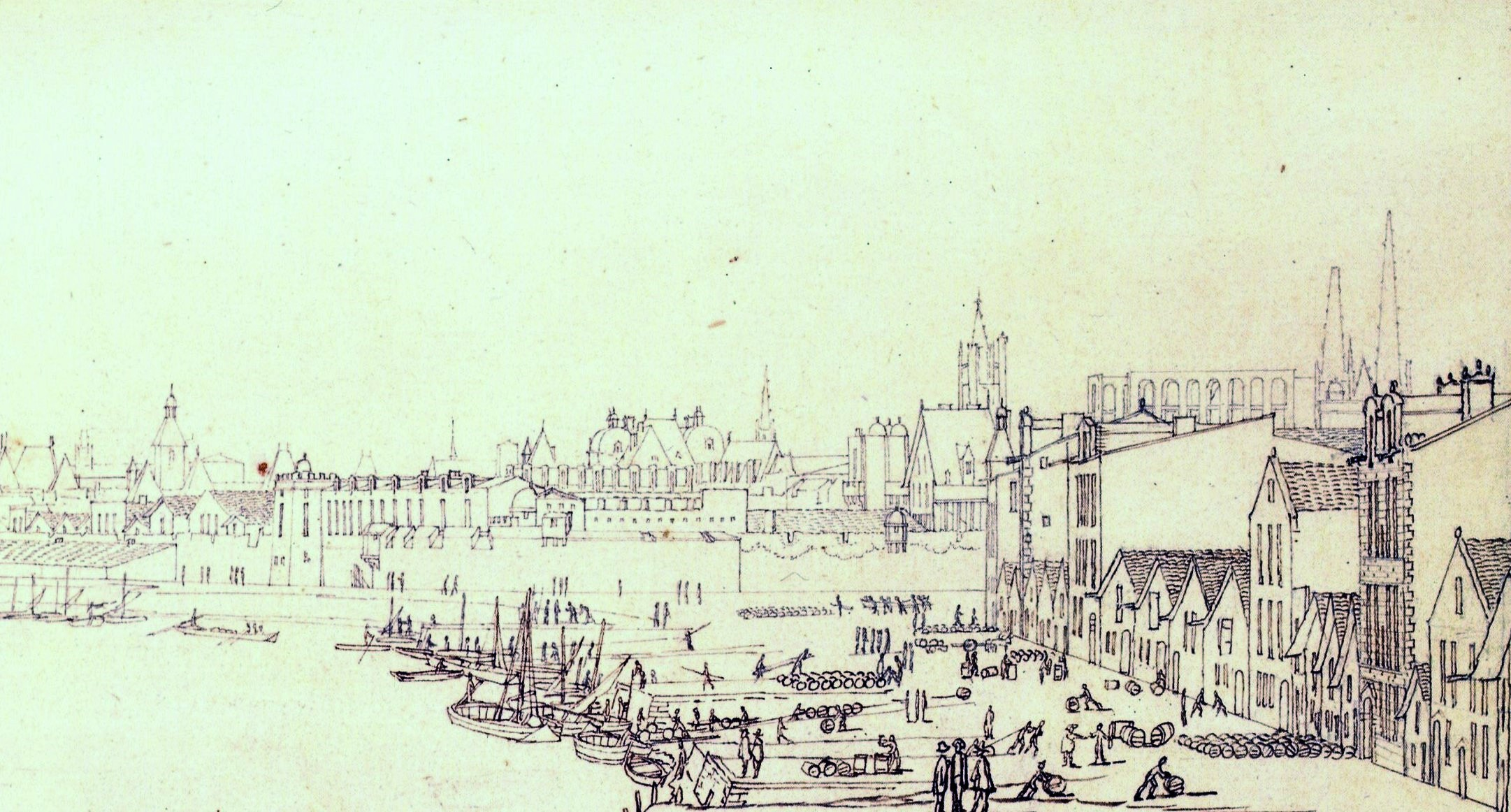
Le quai des Chartrons et le château Trompette.
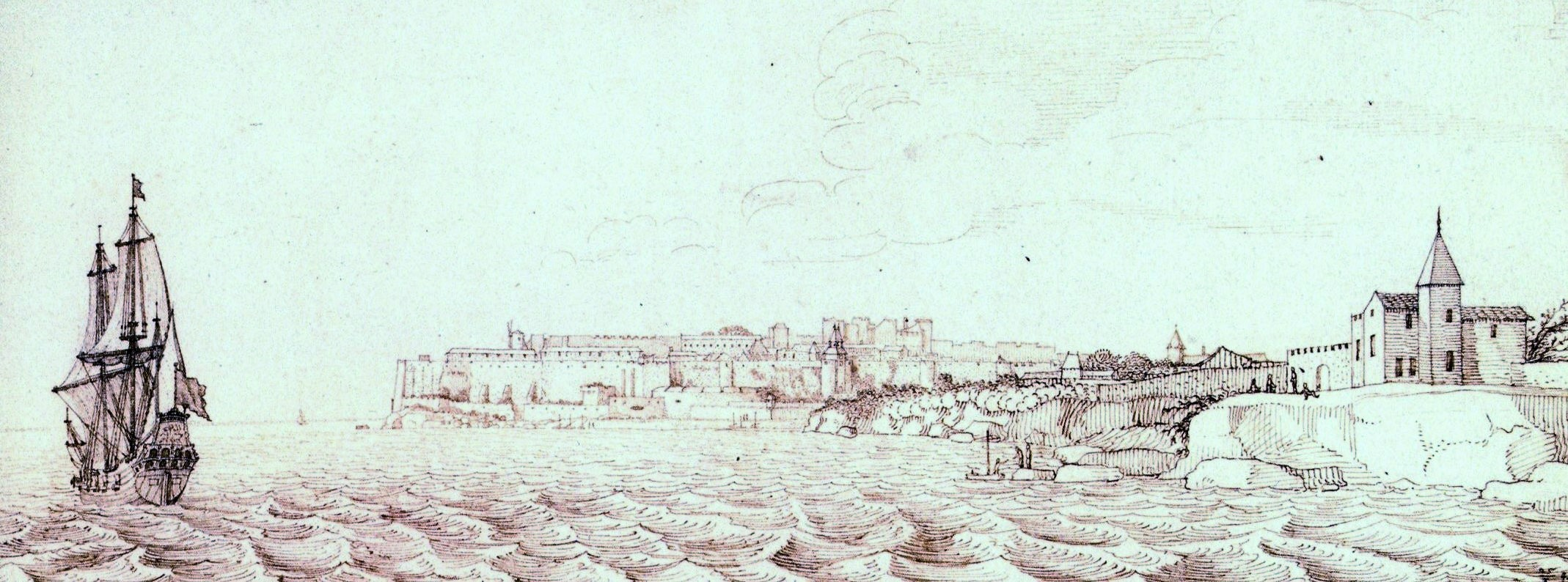
La citadelle de Blaye.
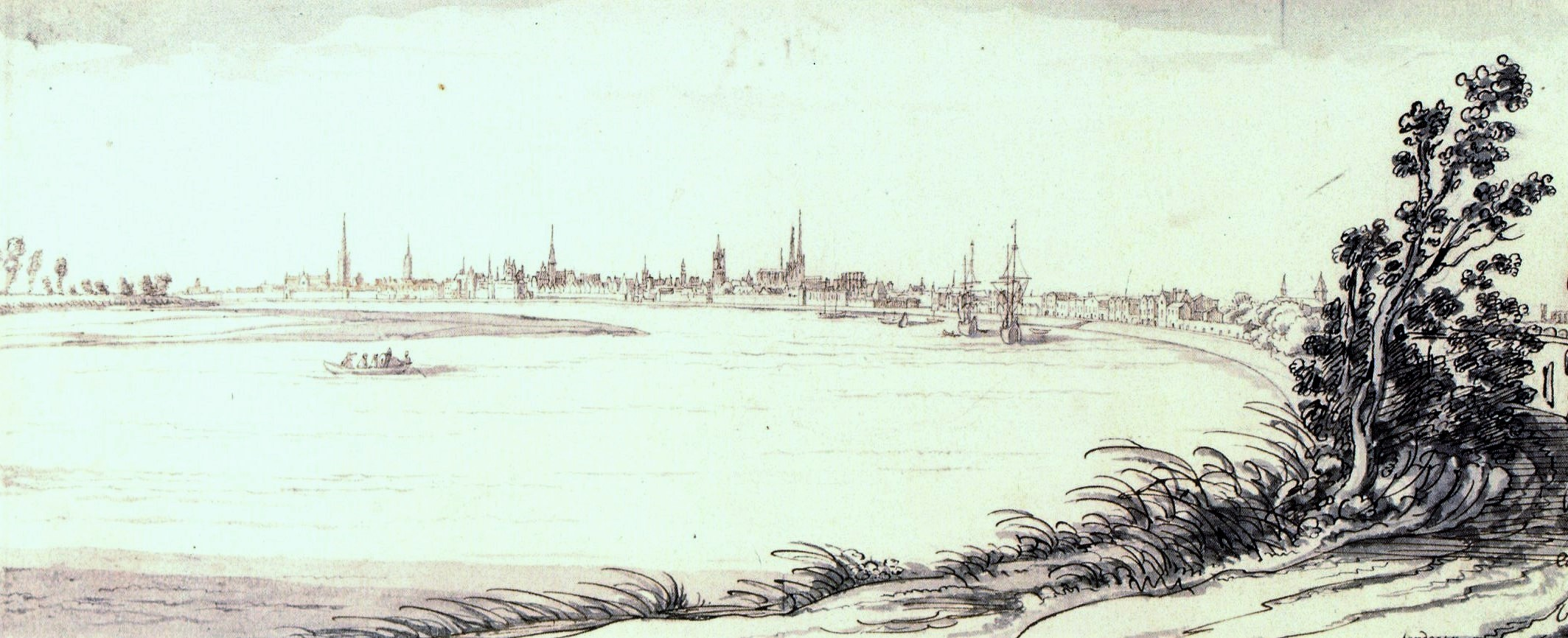
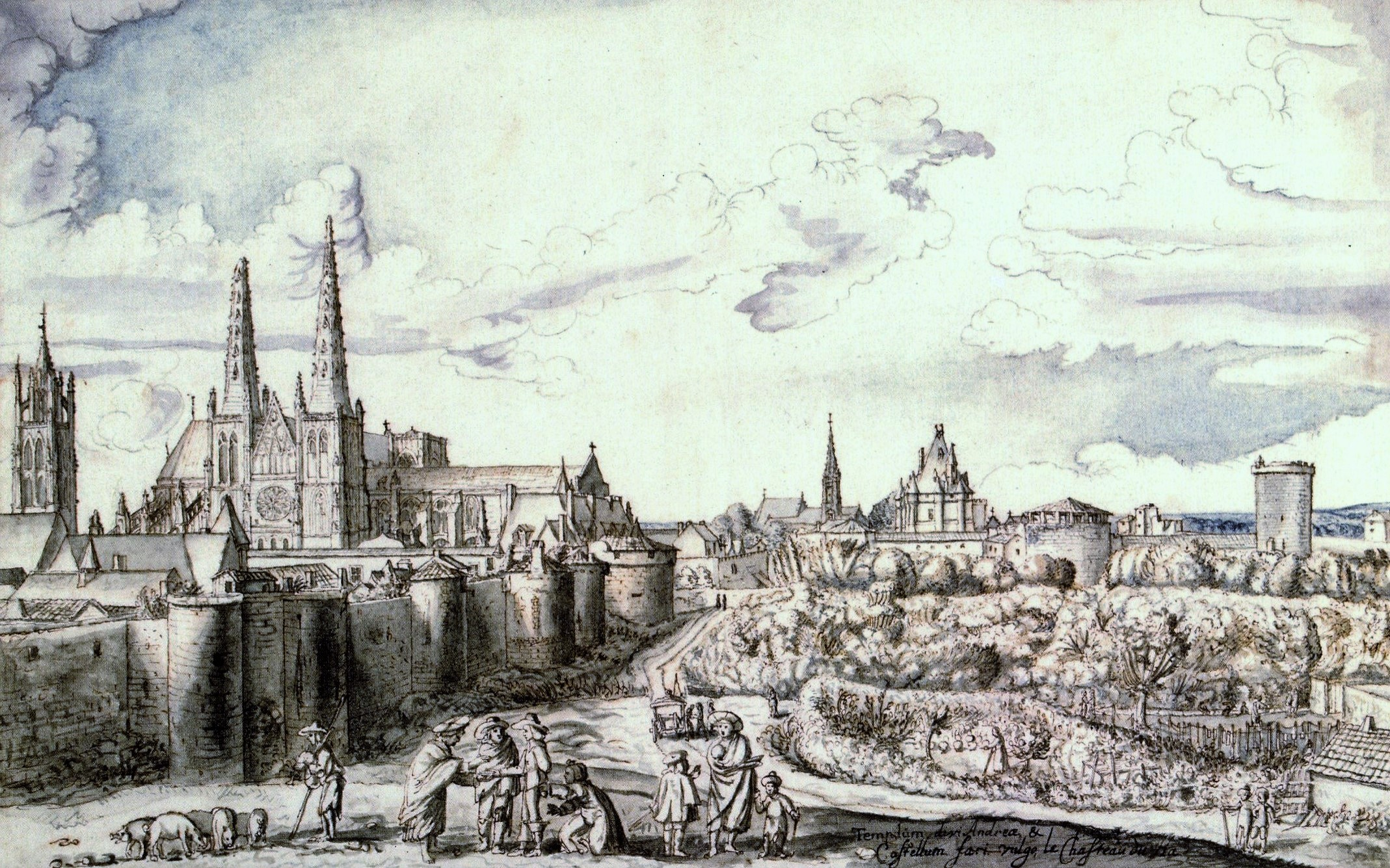
Cathédrale Saint-André et fort du Hâ.
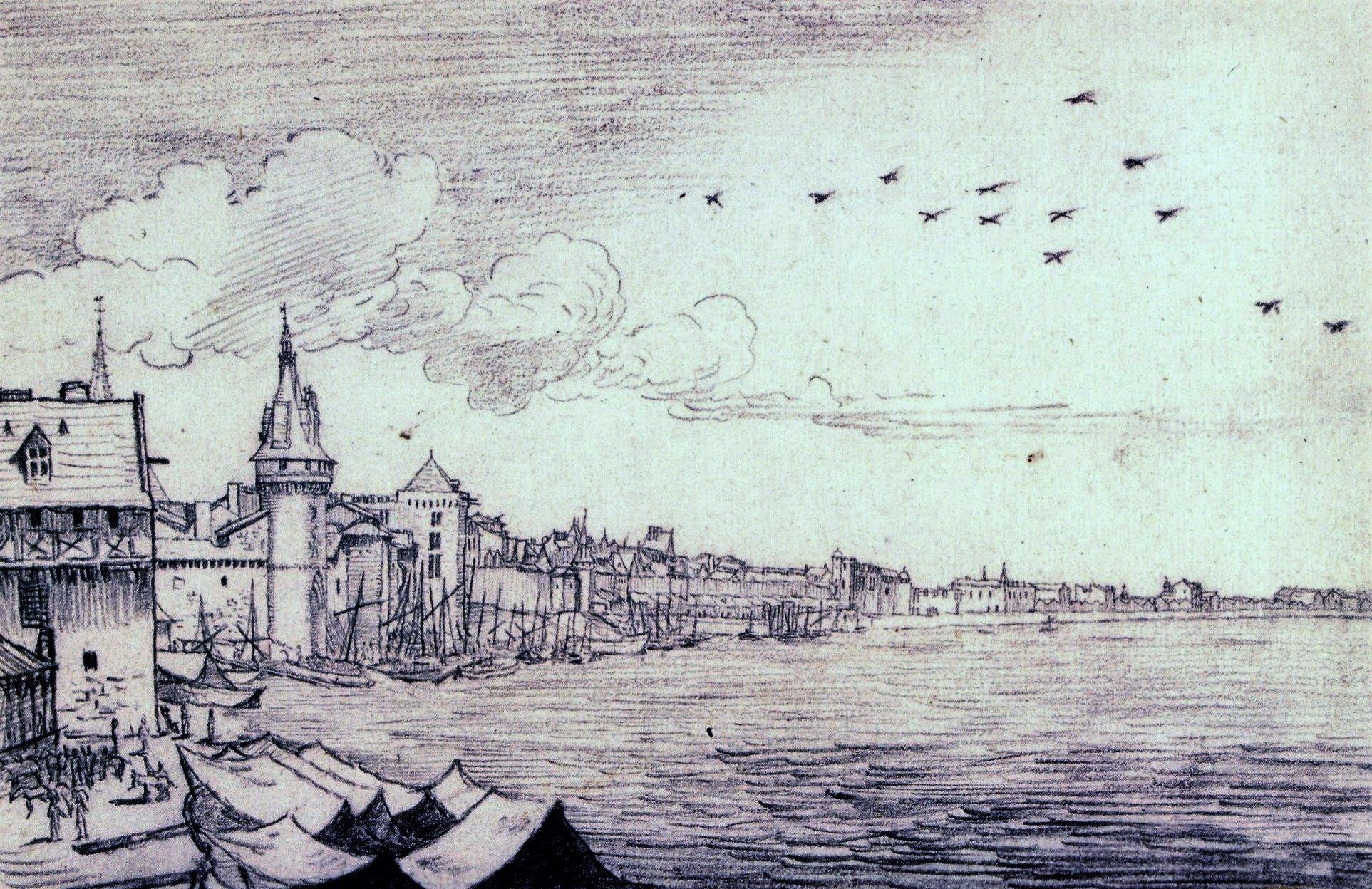
Port de Bordeaux et porte Cailhau.
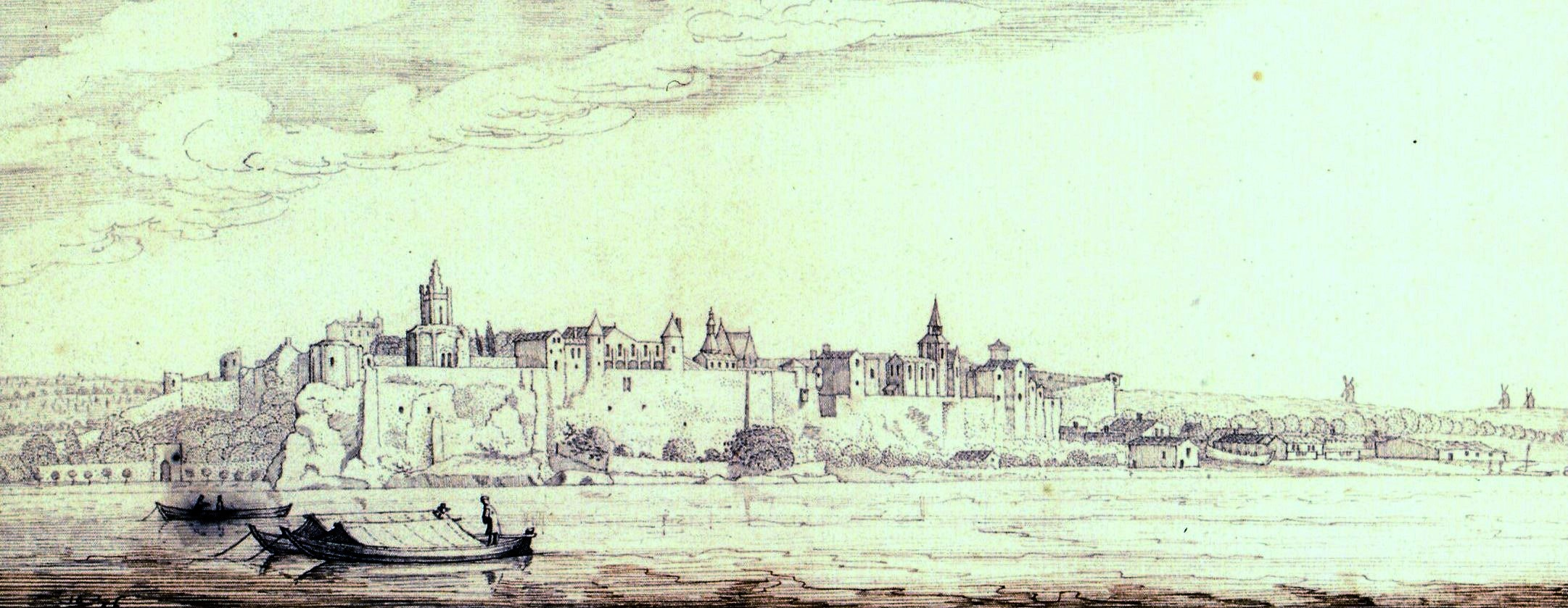
Citadelle de Bourg.
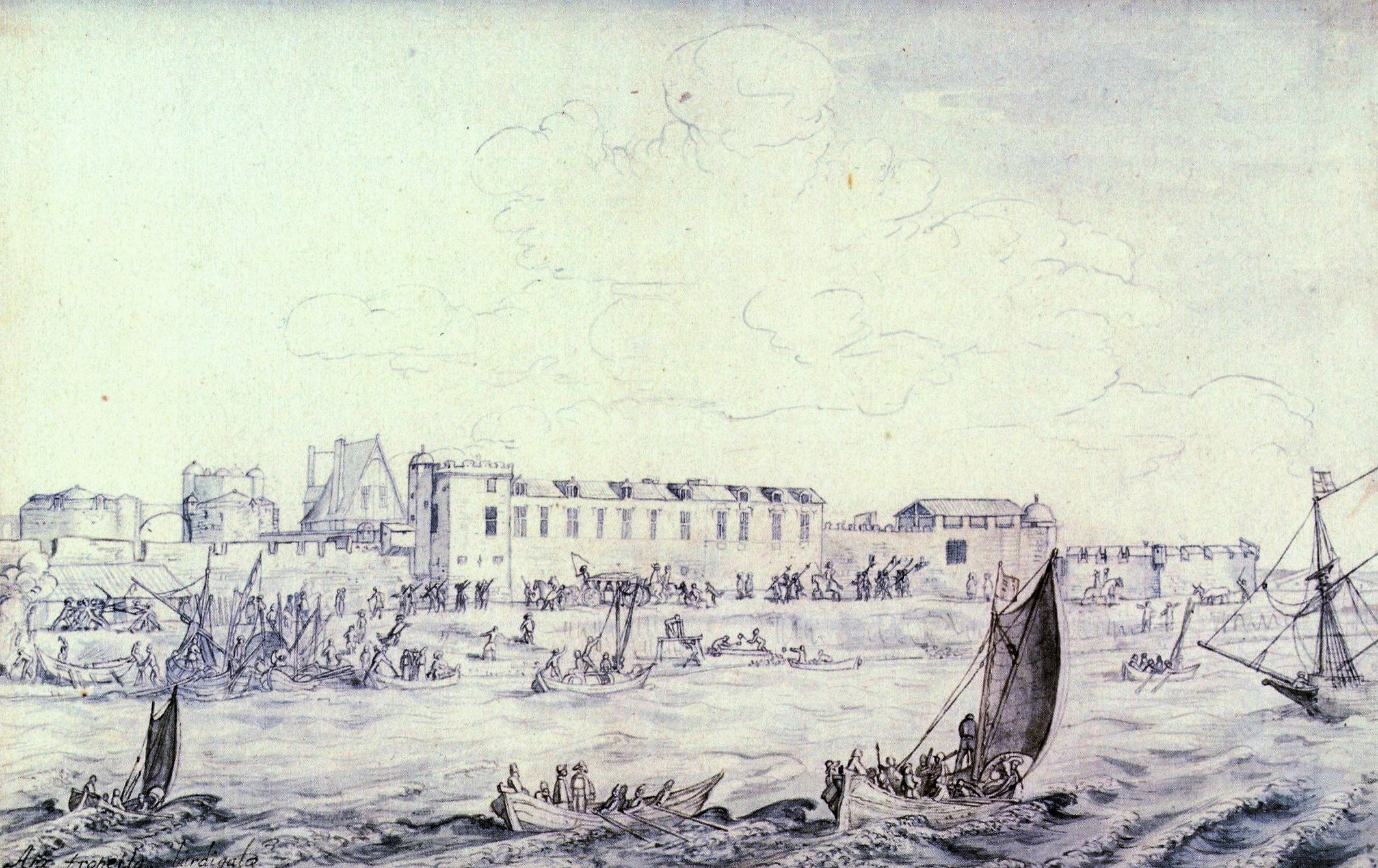